# Seward (Kansas)
Seward è un comune degli Stati Uniti d'America, situato nello Stato del Kansas, nella contea di Stafford.